# Ready Candy Camp
Ready Candy Camp（レディ・キャンディ・キャンプ）は、女性4人からなるディーヴァ・プロジェクト。
iTunes Store 2012年間ダウンロードランキング6位、シリーズ累計10万枚を誇る大ヒットカヴァー・アルバム「セツナ系泣き歌R&B」、
そのゲストボーカリストが立ち上げた。

## メンバー
- Akane Ando
生年月日：1988年1月24日生まれ
出身地：長野県

- Azusa Kamizuka
生年月日：1989年5月2日生まれ
出身地：大阪府

- Emi Shiina
生年月日：1985年7月7日生まれ
出身地：埼玉県

- Chizuru Taira
生年月日：1991年1月1日生まれ
出身地：大阪府

## 略歴
- 2013年3月16日、ZEPPダイバーシティ東京にて初ライブを行う。
- 2013年4月10日、『R&B Candy Camp -BEST COUNTDOWN 40 DJ MIX EDITION』をリリース。
- 2013年4月29日、shibuya duo MUSIC EXCHANGEにて「Serious2013」に出演。三浦サリーなどと共演。
- 2013年7月3日、『私だけだって言ってよ』、『TAKUNOMI』を配信限定でリリース。
- 2013年7月19日、池袋サンシャイン噴水広場にて「TryOut #3」に出演。7cmなどと共演。
- 2013年8月24日、フェスティバルウォーク 蘇我海側特設ステージにて「Bayside Explosion vol.06」に出演。CLIFF EDGE、jyA-Me、Apeaceなどと共演。
- 2013年9月27日、渋谷VUENOSにて「Japanese Black Style presents FRESH RHYTHM vol.2」に出演。LEOなどと共演。
- 2014年2月12日、『言えないよ、イキナリpart2 feat.PEACE』を配信限定でリリース。
- 2014年6月18日、『修羅場、マジかよpart.4 feat.D-hy(THE OCEAN'S) & 益戸(つぼます)』を配信限定でリリース。

## ディスコグラフィ
デジタルシングル
- 私だけだって言ってよ (2013年7月3日)
Ready Candy Camp starringAkane Ando & Azusa KamizukaEmi Shiina、Chizuru Taira

- TAKUNOMI (2013年7月3日)
Ready Candy Camp

- 言えないよ、イキナリpart2 feat.PEACE (2014年2月12日)
Ready Candy Camp

- 修羅場、マジかよpart.4 feat.D-hy(THE OCEAN'S) & 益戸(つぼます) (2014年6月18日)
Ready Candy Camp